# Грязнуха (Ульяновская область)
Грязнуха—опустевшая деревня в Карсунском районе Ульяновской области. Входит в состав Урено-Карлинского сельского поселения.

## География
Находится на правом берегу одноименной реки на расстоянии примерно 20 километров по прямой на север-северо-восток от районного центра поселка Карсун.

## История
В деревне в 1990-е годы находилось отделение совхоза "Белозерский". 

## Население
Население составляло 9 человек в 2002 году (русские 100%), 0 по переписи 2010 года.